# Joe Wright
Joseph "Joe" Wright (Londres, 25 de agosto de 1972) é um diretor de cinema britânico vencedor de 2 prêmios BAFTA por Charles II: The Power & the Passion e Orgulho e Preconceito e indicado ao Globo de Ouro de melhor direção, por Atonement.

## Primeiros anos e carreira
Joe Wright nasceu em 25 de agosto de 1972 em Londres, onde os seus pais, John e Lyndie, criaram o Little Angel Theatre, um teatro de fantoches em Islington. Wright sempre se interessou pelas artes, especialmente pela pintura. Ele também fazia filmes com a sua câmara Super 8 e representava num clube de drama à noite. Wright é disléxico e saiu da escola sem completar todos os exames. Wright começou a sua carreira a trabalhar no teatro de fantoches dos seus pais. Também frequentou aulas na Anna Scher Theatre School e representou a nível profissional no teatro e em algumas produções televisivas. Ele esteve um ano na Camberwell College of Arts, antes de tirar um curso de belas artes e cinema na Central St. Martins. No último ano de estudo, ele recebeu uma bolsa de estudo para fazer uma curta-metragem para a BBC que depois recebeu vários prémios. Devido ao sucesso da curta-metragem, ofereceram-lhe o guião da série Nature Boy. Depois, Wright realizou as séries Bodily Harm e a muito elogiada Charles II: The Power and the Passion que recebeu o BAFTA de Melhor Série Dramática.
Durante a década de 1990, trabalhou na Oil Factory, uma empresa de produção de telediscos em Caledonian Road, Londres. Ele trabalhou numa variedade de produções em vários setores, incluindo diretor de elenco. Aí também teve a oportunidade de realizar alguns telediscos. Além disto, particularmente no seguimento da sua curtas-metragem, ele também estava a trabalhar na sua segunda curta-metragem, intitulada The End. Nesta década, Wright ainda trabalhou em regime de part-time como roadie da Vegetable Vision, que criava os efeitos visuais de várias bandas eletrônicas, tais como os The Chemical Brothers, Darren Emerson, Underworld e Andrew Weathreall. Em 2018 se separou de Anoushka Shankar, com quem havia se casado em 2010.

## Filmografia
| - 1985 - Silver Bullet - 1997: Crocodile Snap - 1998: The End - 2005: Orgulho e Preconceito - 2007: Atonement - 2009: O Solista - 2011: Hanna - 2012: Anna Karenina - 2015: Pan - 2017: Darkhest Hour - 2021: The Woman in the Window - 2021: Cyrano | - 2000: Nature Boy - 2001: Bob & Rose - 2002: Bodily Harm - 2003: Charles II: The Power and The Passion - 2016: Black Mirror (episódio: "Nosedive") |

## Indicações a Premiações
Wright venceu o BAFTA e o Boston Society of Film Critics Award por seu primeiro trabalho como diretor no filme Orgulho e Preconceito e foi indicado ao Prêmio Empire de melhor diretor. Pelo filme Atonement, recebeu indicações de melhor direção no BAFTA, Globo de Ouro, Critics' Choice Awards, London Film Critics Circle Award, Southeastern Film Critics Association Awards e Washington D.C. Area Film Critics Association Award. Até o momento, Wright não recebeu nenhuma indicação ao Oscar por seu trabalho como diretor.
Joe Wright também foi o mais jovem diretor a ter um filme aberto no Festival de Veneza.. Segundo o comentário do diretor sobre Orgulho e Preconceito, Wright é influenciado pelo trabalho do diretor de cinema britânico David Lean e por possuir um certo conhecimento de história da arte , tentando compor suas cenas como pinturas clássicas.[carece de fontes?]